# The Lion in Winter (1968)
The Lion in Winter is een Britse historische dramafilm uit 1968 geregisseerd door Anthony Harvey. De film won een reeks prijzen, waaronder Oscars voor beste actrice (Katharine Hepburn) en beste oorspronkelijke muziek (John Barry) en Golden Globes voor beste dramafilm en beste acteur (Peter O'Toole).
The Lion in Winter was het filmdebuut van zowel Anthony Hopkins als Timothy Dalton. De film werd opgenomen in Ierland, Wales en Frankrijk, onder andere bij de Abdij van Montmajour.
De film was gebaseerd op het gelijknamige toneelstuk The Lion in Winter (1966) van James Goldman. In 2003 werd een remake uitgebracht. In deze televisiefilm, tevens The Lion in Winter geheten, werden de hoofdrollen gespeeld door Glenn Close en Patrick Stewart.

## Rolverdeling
| Acteur            | Personage                                |
| ----------------- | ---------------------------------------- |
| Peter O'Toole     | Hendrik II van Engeland (King Henry II)  |
| Katharine Hepburn | Eleonora van Aquitanië (Queen Eleanor)   |
| Anthony Hopkins   | Richard Leeuwenhart                      |
| John Castle       | Geoffrey II van Bretagne                 |
| Nigel Terry       | Jan zonder Land (John)                   |
| Timothy Dalton    | Filips II van Frankrijk (King Philip II) |
| Jane Merrow       | Adelheid van Vexin (Alys)                |
| Nigel Stock       | Willem de Maarschalk (William Marshall)  |
| Kenneth Ives      | lijfwacht van Eleonora van Aquitanië     |
| O.Z. Whitehead    | Hugh de Puiset                           |

## Verhaal
De film speelt tijdens kerst 1183 in een kasteel in Chinon (Frankrijk), waar de oude koning Hendrik II van Engeland hof houdt. Naast Hendrik II zijn ook koningin Eleonora van Aquitanië en hun drie zoons Richard Leeuwenhart, Geoffrey en Jan van de partij. Hendrik had Eleonora in 1173 in Windsor Castle laten opsluiten nadat ze hun oudste zoon Hendrik had gesteund in een opstand tegen hem.

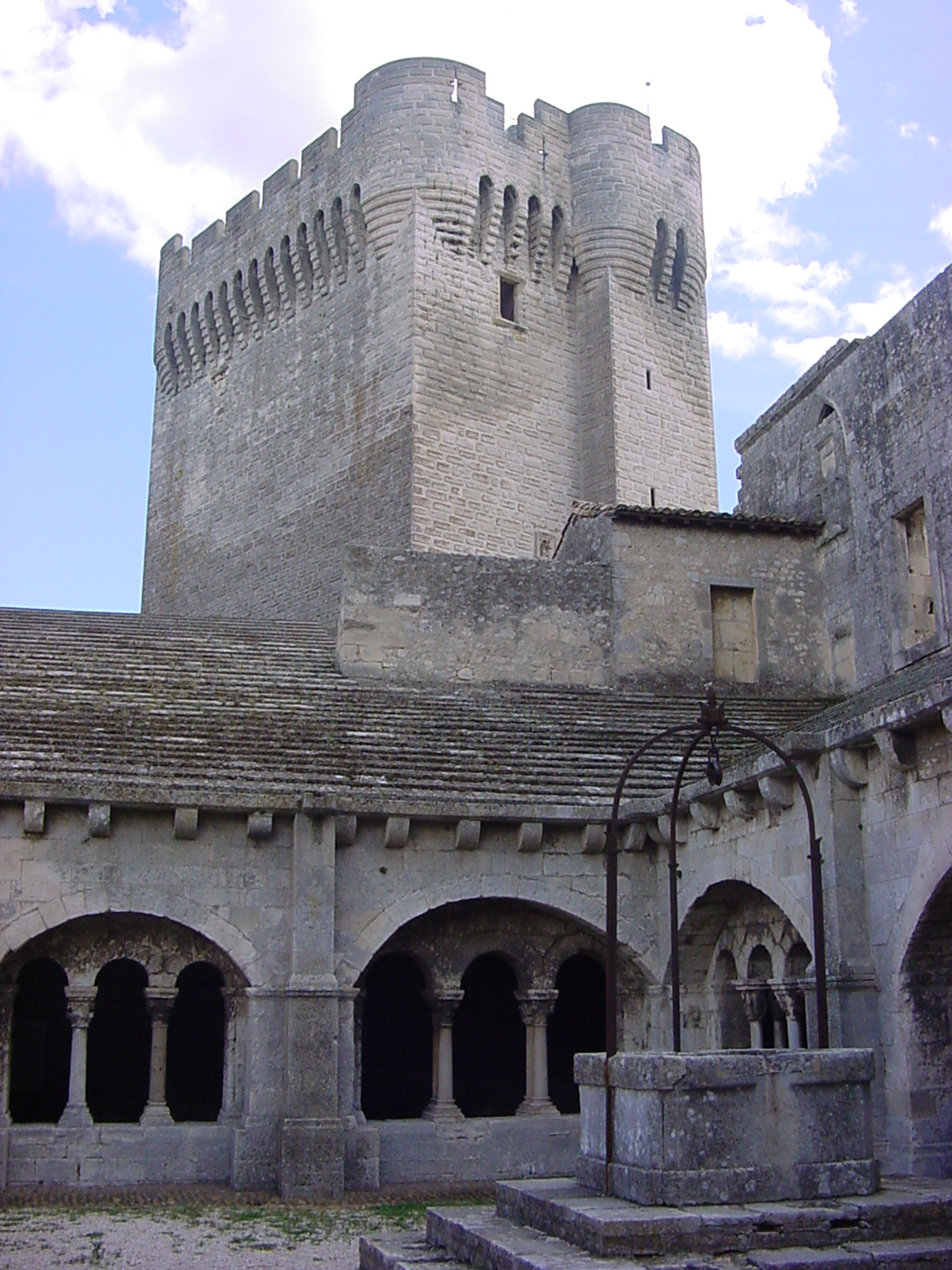
De Abdij van Montmajour, waar een deel van de film werd opgenomen

Hendrik wil dat zijn jongere zoon Jan de troon zal erven, maar koningin Eleonora wil dat de troon naar de oudere zoon, Richard Leeuwenhart, zal gaan. Ook de middelste zoon, Geoffrey, aast op de troon. Koning Filips II van Frankrijk biedt zijn halfzuster (en Hendriks maîtresse) Adelheid aan als huwelijkspartner van de toekomstige erfgenaam. Hendrik komt met Filips overeen dat Adelheid met Richard zal trouwen en de kroonprins zal worden. Maar stiekem komt hij ook met Eleonora overeen dat hij haar uit gevangenschap zal bevrijden en dat Aquitanië naar Jan zal gaan.
Als de geheime afspraak met Eleonora tijdens de trouwpartij bekend wordt, weigert Richard door te gaan met het huwelijk. Jan en Geoffrey waren ondertussen samen met Filips begonnen plannen te smeden voor een oorlog tegen Engeland. Hendrik laat alle drie zijn zoons opsluiten en maakt plannen om zijn huwelijk met Eleonora te laten annuleren door de paus, zodat hij met zijn maîtresse Adelheid kan trouwen. Adelheid laat hem echter weten dat hij zijn zoons nooit meer zal kunnen vrijzetten, omdat ze dan een bedreiging zouden vormen voor hun toekomstige kinderen. Hendrik beseft dat ze gelijk heeft en veroordeelt zijn zoons tot de dood. Maar hij kan zich er niet toe brengen zijn zoons om te brengen, en laat ze uiteindelijk gaan.

## Historische juistheid
De hoofdpersonages in de film hebben allemaal echt bestaan, maar de gebeurtenissen zijn fictief. Het hof van Hendrik II kwam bijeen in Caen tijdens kerst 1182, maar niet in Chinon in 1183.
Hendrik II had in werkelijkheid vele maîtresses en onechte kinderen. Adelheid werd al in 1169 verloofd met Richard Leeuwenhart. Hendrik II hield haar aan het Engelse hof en er gingen geruchten dat Adelheid zijn maîtresse was en een kind van hem had. Richard Leeuwenhart beëindigde hun verloving in 1191 omdat zij een kind van zijn vader zou hebben.
Geoffrey stierf in 1186, en Eleonora bleef gevangen tot de dood van Hendrik II in 1189. Richard Leeuwenhart erfde in 1189 de troon van zijn vader, en werd na zijn dood in 1199 opgevolgd door Jan zonder Land.

## Muziek
De filmmuziek werd gecomponeerd door John Barry.

## Prijzen
De film won een reeks prijzen, waaronder:
- Academy Award voor beste actrice - Katharine Hepburn
- Academy Award voor beste bewerkte script - James Goldman
- Academy Award voor beste originele muziek - John Barry
- BAFTA voor beste actrice - Katharine Hepburn
- BAFTA voor beste filmmuziek (Anthony Asquith Award for Film Music) - John Barry
- Golden Globe voor beste dramafilm
- Golden Globe voor beste acteur - Peter O'Toole
- David di Donatello voor beste buitenlandse film - Martin Poll
- Writers Guild of America Award voor best geschreven Amerikaans drama - James Goldman
- New York Film Critics Circle Award voor beste film

### Nominaties
De film werd ook genomineerd voor een reeks andere prijzen, waaronder:
- De Academy Awards voor beste film, regisseur, acteur en kostuumontwerp
- De BAFTA's voor beste cinematografie, kostuumontwerp, script, soundtrack en acteur in een bijrol
- De Golden Globes voor beste actrice, oorspronkelijke muziek, script en actrice in een bijrol